# Teghut (Lori)
Teghut (in armeno Թեղուտ?) è un comune di 746 abitanti (2001) della Provincia di Lori in Armenia.